# Lactarius sulcatulus
Lactarius sulcatulus é um fungo que pertence ao gênero de cogumelos Lactarius na ordem Russulales. Encontrado no Zimbabwe, foi descrito cientificamente pela micologista Annemieke Verbeken em 1996.